# Tibeti róka
A tibeti róka (Vulpes ferrilata) a Tibeti- és Ladaki-fennsíkon endemikus rókafaj. 

## Külseje
A többi rókához képest kisebb és tömzsibb felépítésű, bundája a hideg időjáráshoz alkalmazkodva sűrű és puha, arcorra rövid, farka hosszú szőrű, fülei rövidek. Teste felső részén (pofáján, fején, nyaka felső részén, hátán) és lábvégein rozsdavörös-sárgásbarna színű a szőre, míg nyakán, oldalain és végtagjainak felső részén szürke. Torka, hasa, és farkának vége fehér.
A felnőtt tibeti róka testhossza 60–70 cm, amihez még hozzáadódik farkának 29–40 cm-nyi hossza. Súlya 4-5,5 kg között változik. Fogazata jól fejlett, szemfogai a többi rókáéhoz képest különösen hosszúak.

## Elterjedése
A tibeti róka -ahogyan a neve is sejteti- csak a Tibeti-fennsíkon (Kína nyugati részén valamint Nepál, India és Bhután északi, határmenti területein) és az észak-indiai Ladaki-fennsíkon él. A Kínai Népköztársaságban Tibeten kívül Csinghaj, Kanszu, Hszincsiang-Ujgur Autonóm Terület, Jünnan és Szecsuan tartományokban fordul elő. 
Alfajai nem ismertek.
A tibeti róka a félszáraz és száraz pusztákat, dombvidékeket kedveli és kerüli a sűrű növényzetet és az ember közelségét. Általában 3500 és 5200 m tengerszint fölötti magasságban található, ritkábban lemerészkedik egészen 2500 méterig.

## Viselkedése
Elsődleges zsákmányállatai a pocoknyulak, de egyéb rágcsálókat, mormotákat, gyíkokat vagy gyapjas nyulakat is elkap vagy szükség esetén megeszi a dögöt is. A tibeti róka magányos, nappali vadász, mert a pocoknyulak szintén nappal aktívak. Megfigyelték, hogy a rókák követik a pocoknyulak odúit kiásó barnamedvéket és vadásznak a medvék elől elszökő rágcsálókra.
Párzási időszaka februárban kezdődik. A tibeti róka első életévének a végén választ párt és utána monogám módon életük végéig együtt maradnak és együtt is vadászhatnak. Az 50-60 napos vemhesség után a nőstény kettő-négy kölyköt hoz a világra, amelyeket 8-10 hónapos korukig gondoz. Odúikat sziklák alá, kiszáradt partvonalakra, domboldalakba vájják. A rókavárnak akár négy, 25–35 cm átmérőjű bejárata is lehet.

## Fordítás
- Ez a szócikk részben vagy egészben  a   Tibetan sand fox című angol Wikipédia-szócikk ezen változatának fordításán alapul.  Az eredeti cikk szerkesztőit annak laptörténete sorolja fel. Ez a jelzés csupán a megfogalmazás eredetét és a szerzői jogokat jelzi, nem szolgál a cikkben szereplő információk forrásmegjelöléseként.